# Stati malesi non federati
     Stati malesi non federati
     Stati malesi federati
     Stabilimenti dello Stretto

La Malesia britannica nel 1922
----
Stati malesi non federati
Stati malesi federati
Stabilimenti dello Stretto

Il termine Stati malesi non federati (in malese: Negeri-Negeri Melayu Tidak Bersekutu) fu il nome collettivo dato ai cinque stati sotto la protezione britannica nella penisola malese della prima metà del XX secolo. Questi stati erano Johor, Kedah, Kelantan, Perlis e Terengganu. A differenza degli Stati malesi federati (ovvero Selangor, Perak, Pahang e Negeri Sembilan) mancavano di istituzioni comuni e non formavano un unico Stato nel diritto internazionale; erano infatti singoli protettorati britannici.

## Storia
Il sultanato di Johor stipulò un trattato di protezione con il Regno Unito nel 1885 e alla fine cedette alle pressioni inglesi e accettò un consigliere residente nel 1914. A differenza degli altri stati malesi sotto protezione britannica, tuttavia, il Johor rimase fuori dalla federazione degli Stati malesi federati (formata nel 1895).
Con il trattato di Bangkok del 1909 il Siam trasferì i suoi diritti su alcuni degli stati malesi del nord (Kedah, Kelantan, Perlis e Terengganu) al Regno Unito. Anche questi stati divennero in seguito protettorati britannici. Dopo l'invasione del Giappone nella seconda guerra mondiale tornarono temporaneamente sotto la giurisdizione siamese per l'ultima parte del conflitto.
Nel 1946 la colonia britannica degli Stabilimenti dello Stretto fu sciolta. Penang e Malacca, che facevano parte degli Stabilimenti dello Stretto, furono uniti e raggruppati con gli stati monarchici per formare l'Unione malese. Nel 1948, l'Unione malese venne ricostituita come una federazione di undici stati conosciuta come Federazione della Malesia. Nove Stati della nuova Federazione continuarono a rimanere protettorati britannici, mentre due di loro, Penang e Malacca rimasero colonie della Corona. La Federazione della Malesia ottenne la piena indipendenza dal Regno Unito nell'agosto del 1957.

## Amministrazione e lingua
L'ufficiale a capo dell'amministrazione coloniale britannica era il "consigliere". Differentemente dagli Stati malesi federati, quelli non federati godettero di una maggiore autonomia. La lingua de facto ufficiale era il malese (scritto con la scrittura Jawi).